# Bastó de Jacob

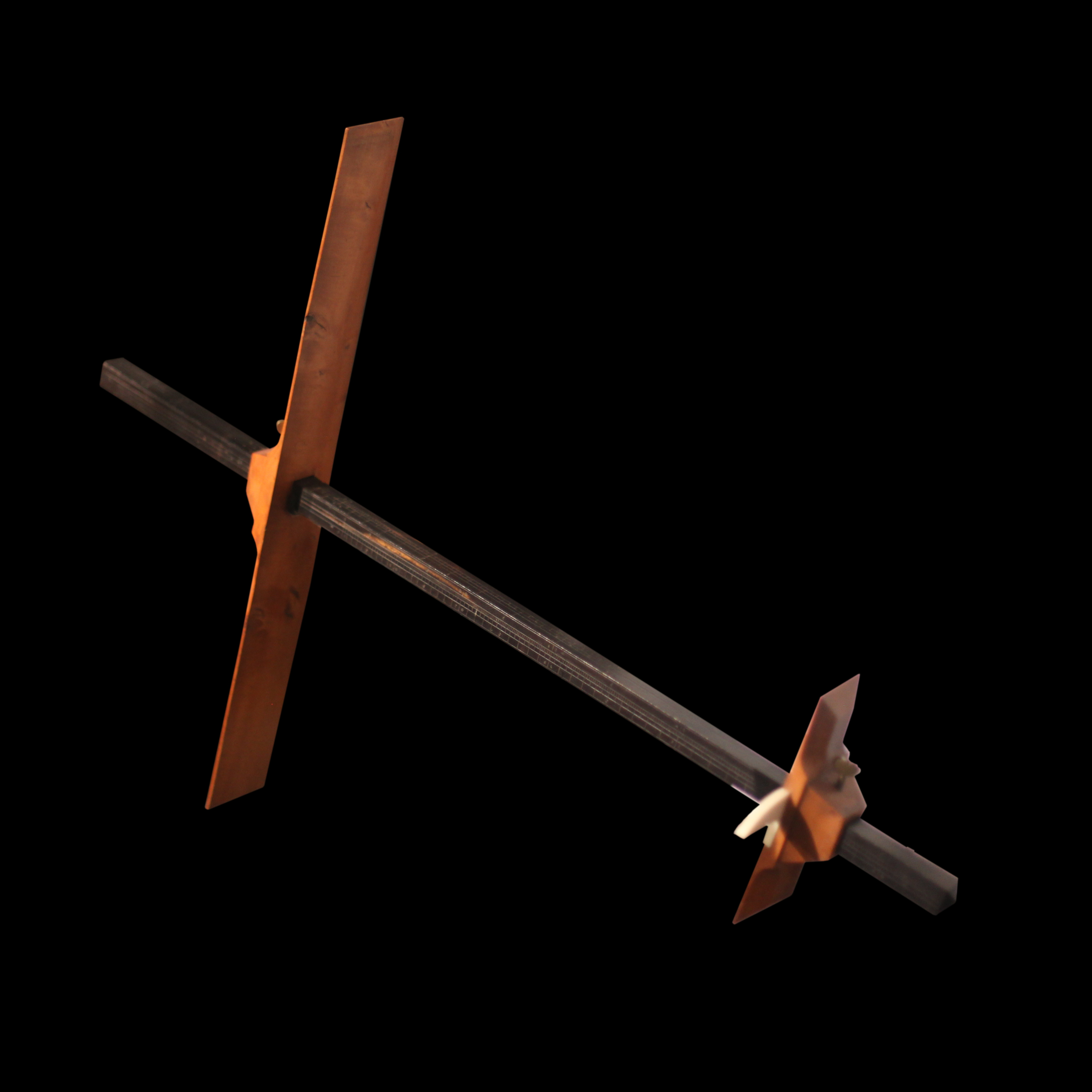
Vara de Jacob del 1776, Musée national de la Marine, Paris.

El bastó de Jacob, vara de Jacob o creu de Jacob és un antic instrument de navegació, utilitzat per mesurar l'angle entre dos cossos celestes o bé l'altura del sol i d'altres astres sobre l'horitzó. La informació així obtinguda per conèixer (mitjançant taules) la latitud o bé l'hora local. Va ser emprat en la navegació primer a la Mediterrània i més tard a l'Atlàntic,
La notícia més antiga que tenim d'aquest instrument és una descripció del 1342 deguda al jueu català Levi ben Gerson. Però és molt probable que el seu inventor fos Jacob ben Machir ibn Tibbon.
El bastó de Jacob és una vara de fusta sobre la qual llisca una vara més curta, encreuada respecte a la primera. El mariner aplicava l'ull a un extrem de l'instrument, dirigia aquest cap a l'estel de la qual volia mesurar la posició i, tot mantenint la vara creuada en posició vertical, la feia lliscar fins que el seu extrem inferior coincidia amb l'horitzó i el superior amb l'estel. L'altura de l'estel (angle que forma amb l'horitzó) es llegia directament en una escala graduada sobre la vara principal.
Els mariners - sobretot els catalans i els portuguesos. - usaven el bastó de Jacob per a determinar a quina latitud estaven, mesurant l'alçada de l'estel polar sobre l'horitzó (l'altura de l'estel Polar sobre l'horitzó és una bona mesura aproximada de la latitud). Només 30 anys més tard (1372) hi havia jueus a Mallorca fabricants d'instruments i portolans per les naus del rei Pere (seguidors de Ben Gerson). Un d'ells, el "mestre Giacome de Mallorca", va ser cridat a Portugal per Enric el Navegant per dirigir l'escola de Sagres on en va fabricar per als portuguesos

## Història

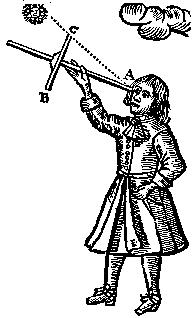
Gravat sobre l'ús del bastó de Jacob pres de "Navegació Pràctica" de John Sellers, (1672)

No es coneix amb certesa l'origen del nom d'aquest instrument de mesura. Alguns investigadors el fan derivar del patriarca bíblic Jacob, de qui s'esmenta el bastó al Gènesi 32:10. L'associació pot provenir de la semblança de l'aparell amb la constel·lació d'Orió, que apareix denominada amb el nom llatí de Jacob en algunes cartes estel·lars medievals.
 El nom finalment assignat de creu de Jacob prové simplement de la forma cruciforme d'aquest instrument.
En la seva disposició original va ser concebut, al segle xiii, com un simple pal capaç de proporcionar mesures molt simples d'altura, que servia indistintament als caminants com a bastó i d'instrument astronòmic per a orientar-se. Es diu que va ser ideat per primera vegada pel matemàtic jueu Levi ben Gerson de Provença, tot i que també se n'atribuiex la invenció i construcció final a Ya'aqob ben Mahir ibn Tibbōn (Profatius Judeus) que va viure a Provença en el mateix període que Gerson. De vegades n'ha estat considerat inventor el matemàtic i astrònom alemany del segle xv Georg Purbach, cosa a priori dubtosa pel fet que Purbach va néixer l'any 1423, quan l'instrument ja s'emprava. Potser les atribucions es refereixin a un instrument diferent amb el mateix nom.
Se sap que el matemàtic i astrònom holandès Metius ( Adriaan Adriaanszoon ) renaixentista, va utilitzar aquest instrument en les seves mesures de posició i goniomètriques. D'altra banda, el matemàtic alemany Gemma Frisius va fer millores en el disseny de les escales graduades de l'aparell. Al començament del segle xviii, l'aparició i millora d'altres instruments va fer que la vara de Jacob es deixés d'emprar.

## Característiques
En navegació la creu de s'emprava per determinar la latitud. Era possible tenir una precisió de grau de longitud amb aquest aparell. El llistó longitudinal tenia un metre de llargada. L'operació és molt senzilla: es col·loca el llistó transversal (BC en la il·lustració) de forma que B coincideixi amb l'horitzó i C amb l'astre. L'encreuament amb l'escala graduada del llistó transversal, proporciona la lectura de l'angle. L'instrument fa servir la noció trigonomètrica de la tangent per determinar el valor dels angles.

## Usos

### Astronomia i orientació
En astronomia l'instrument es va emprar per determinar les altures dels astres sobre l'horitzó, en alguns casos específics se solia mesurar l'altura de l'estel polar sobre l'horitzó (que equival aproximadament a la latitud del lloc d'on s'observa), i en alguns casos de l'alçada del sol sobre l'horitzó (que mitjançant consulta en taules específiques pot donar l'hora). De vegades, quan era emprat en observacions astronòmiques l'instrument s'anomenava radius astronomicus .

### Navegació
L'ús original de l'instrument no va ser en navegació marítima. Les millores introduïdes en successives investigacions realitzades sobre l'instrument van donar com a resultat l'ús al mar. Per exemple John Dee, el va introduir a Anglaterra aproximadament l'any 1550. En les versions millorades la graduació dona directament la lectura en graus sexagesimals. Aquesta variant de l'instrument no es va denominar vara de Jacob sinó creu de Jacob.